# Bahía San Julián (islas Malvinas)
Bahía San Julián (en inglés: Queen Charlotte Bay) es una bahía/fiordo de la costa oeste de la Isla Gran Malvina, una de las dos bahías principales en esa costa, junto con la Bahía 9 de Julio, que se encuentra al norte. 
En el lado occidental de la bahía se encuentra la isla San José, que es la tercera más grande del archipiélago, mientras que en el lado oriental emerge la isla Fox. Tiene un litoral extremadamente complejo, y es golpeada regularmente por los vientos del oeste.